# Trichopetalum
Trichopetalum is een geslacht uit de aspergefamilie. De soorten komen voor in het zuiden van Zuid-Amerika.

## Soorten
- Trichopetalum chosmalensis
- Trichopetalum plumosum